# Roewerania
Roewerania is een geslacht van hooiwagens uit de familie Triaenonychidae.
De wetenschappelijke naam Roewerania is voor het eerst geldig gepubliceerd door Lawrence in 1934. 

## Soorten
Roewerania omvat de volgende 4 soorten:
- Roewerania guduana
- Roewerania lignicola
- Roewerania montana
- Roewerania spinosa